# Angela Martin
Angela Noelle Schrute (nascida Martin; anteriormente Lipton) é uma personagem fictícia da versão americana do seriado de televisão The Office, interpretada pela atriz Angela Kinsey. A personagem é baseada em Sheila da versão original de The Office.  É apresentada como contadora sênior, chefe do Comitê de Planejamento de Festas e oficial de segurança na filial de Scranton da empresa Dunder Mifflin. Sua personagem é arrogante e extremamente profissional, chegando a ser inconveniente. Ela inicia um relacionamento com o colega de trabalho Dwight Schrute, com quem inicia um namoro secreto na segunda temporada, vindo a ter um filho na oitava temporada da série e se casando na nona temporada. Esse relacionamento continua durante a quarta temporada enquanto ela está noiva do vendedor Andy Bernard. Ela também tem um casamento de curta duração com o senador estadual da Pensilvânia, Robert Lipton, que inicialmente se acredita ser o pai de seu filho, Phillip. Dwight costuma se referir a ela afetuosamente como “Macaquinho”.
Angela Kinsey inicialmente fez o teste para o papel de Pam Beesly, que acabou indo para Jenna Fischer. A diretora de elenco do show, Allison Jones, disse que a interpretação de Pam por Kinsey era "muito agressiva". Algum tempo depois, a equipe de elenco ofereceu a Kinsey um papel escrito para ela, chamado Angela Martin.

## Biografia
Angela Martin nasceu em 11 de novembro de 1974, em Dayton, Ohio. Ela tem uma irmã chamada Rachael, que é sua melhor amiga. No final da série, ela e sua irmã falam uma linguagem secreta que criaram quando eram pequenas. Durante uma conversa no episódio "Performance Review", ela diz que "gosta de ser julgada" e que participou de concursos de beleza quando criança. Em "A Benihana Christmas", Martin conta à equipe do documentário que tem uma irmã com quem não fala há dezesseis anos devido a uma pequena discussão, mas não se sabe se essa irmã era Rachael. Angela tem 12 gatos ao longo da série, seus favoritos são Sprinkles (que é morto por Dwight Schrute em "Fun Run"), Princess Lady e Garbage, que ela aceitou como presente de Andy Bernard quando ele o encontrou no armazém. .Este gato de rua foi originalmente um presente de Dwight para Angela como um pedido de desculpas, mas ela não aceitou. Os outros nomes de seus gatos são Ember, Milky Way, Diane, Lumpy, Petals, Mr. Ash, Phillip (a inspiração para o nome de seu filho), Bandit e Comstock (também conhecido como Sparkles, que ela entrega quando percebe que seu filho é alérgico em "New Guys"). Ao longo da série, ela é vista muito próxima de seus gatos. Durante o episódio "Circuito de Palestras: Parte 2", os colegas contadores Oscar Martinez e Kevin Malone a veem se comunicando com seus animais de estimação em sua casa através da câmera da babá.
Angela é muito pequena e é constantemente ridicularizada pelo gerente regional Michael Scott por isso. Durante o episódio "Apreciação Feminina", ela conta ao documentarista que às vezes compra roupas para bonecas grandes e coloniais na loja American Girl Doll porque "as roupas infantis são muito chamativas". Mais tarde, ela revela que tem no máximo um metro e meio de altura, e depois ela diz que pesa quarenta e três quilos. No episódio "Health Care" da primeira temporada, Dwight confirma que ela tem dermatite. Na filial de Scranton de Dunder Mifflin, ela é a contadora sênior e chefe do comitê de planejamento do festas. Ela foi substituída por Phyllis Vance no final da quarta temporada como forma de chantagem. Ela também era a oficial de segurança da filial até Dwight assumir em algum momento em na segunda temporada. Também na segunda temporada, ela começa um relacionamento secreto com Dwight. Pam Beesly suspeita disso pela primeira vez no episódio "Email Surveillance", onde Angela é vista comprando duas barras de chocolate, uma para Dwight. Também é notado por Jim Halpert no episódio "The Negotiation". Quando estão no trabalho, Angela e Dwight ficam em um armário de suprimentos no armazém da filial. Ela também está noiva do vendedor Andy Bernard na quinta temporada e casada com o senador estadual da Pensilvânia, Robert Lipton, em a oitava e a nona temporadas.  Ao longo da série, Angela demonstra ter um gosto muito exigente. Enquanto jogava no episódio "O Fogo", ela afirma que os livros que ela levaria para uma ilha deserta seriam a Bíblia, Uma Vida com Propósitos e O Código Da Vinci (só para que ela pudesse queimá-lo).  Ela é fã da música "The Little Drummer Boy", de pôsteres de crianças fazendo atividades adultas, de fotos de bebês no estilo Anne Geddes e tem uma queda por Boris Becker. Aparentemente, Angela também assiste Will & Grace, mas apenas as cenas com Harry Connick Jr. Durante o episódio "Office Olympics", ela conta ao documentarista que gosta de brincar com seus gatos e cantar. Ela não gosta de pedir desculpas, do colega Kevin, e das cores verde e laranja. Ela é vista dirigindo um Ford Focus Sedan de primeira geração na segunda temporada e um Saturn S-Series de segunda geração na sexta. Durante a quarta temporada, Andy oferece vários locais para seu casamento, incluindo o EPCOT Center, um Marriot Ballroom e passeios de balão de ar quente. Ela recusa tudo e eventualmente pede em casamento na Fazenda Schrute, a fazenda de beterraba de Dwight. No entanto, quando Andy sugere uma aposentadoria em Celebration, Flórida, ela concorda alegremente. Angela também afirma diversas vezes que é vegetariana.